# Ogrodzona (kolonia w powiecie piotrkowskim)
Ogrodzona – kolonia w Polsce, położona w województwie łódzkim, w powiecie piotrkowskim, w gminie Łęki Szlacheckie.
W latach 1975–1998 miejscowość administracyjnie należała do województwa piotrkowskiego.